# Borkenkäfer

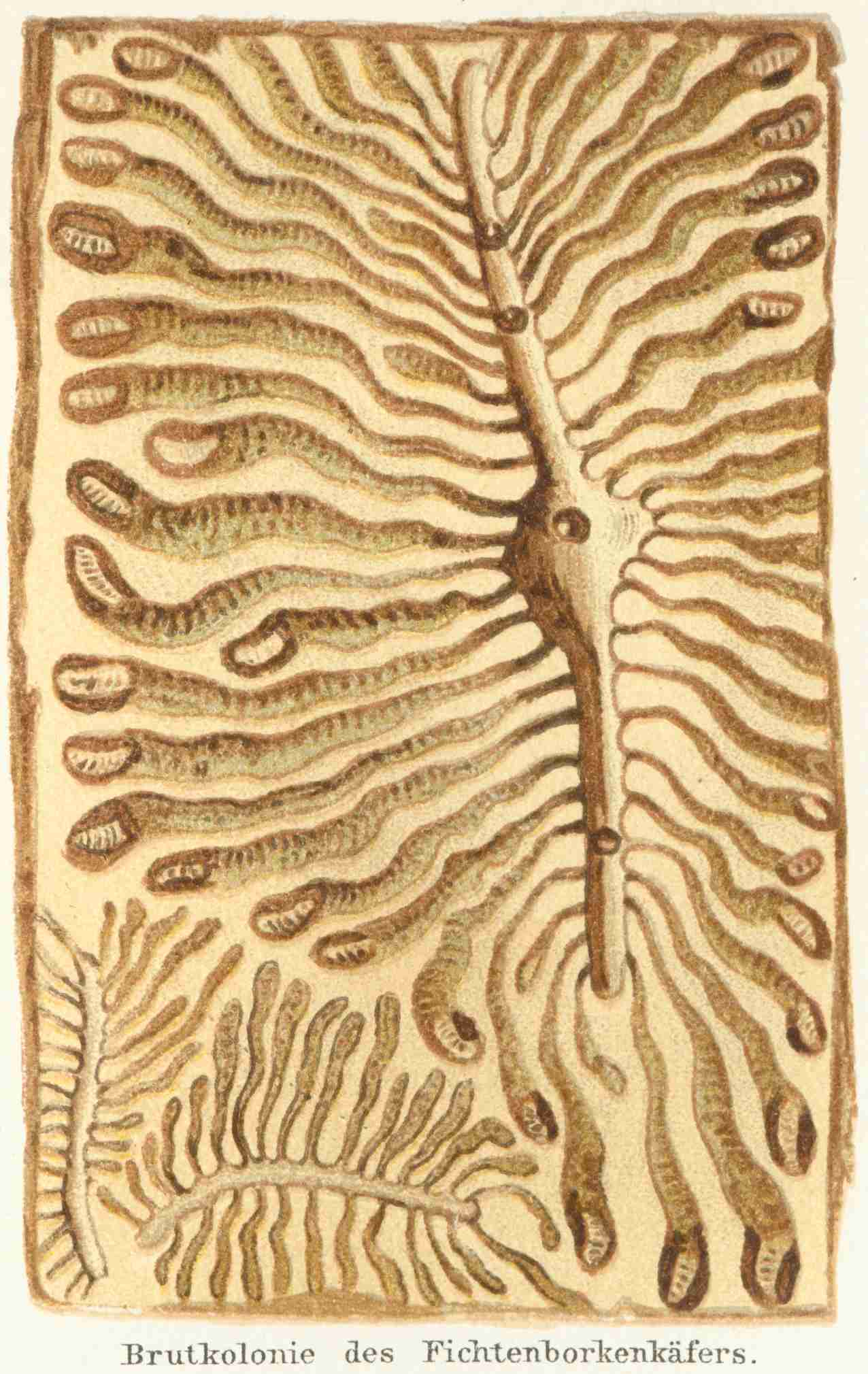
Brutgänge des Buchdruckers

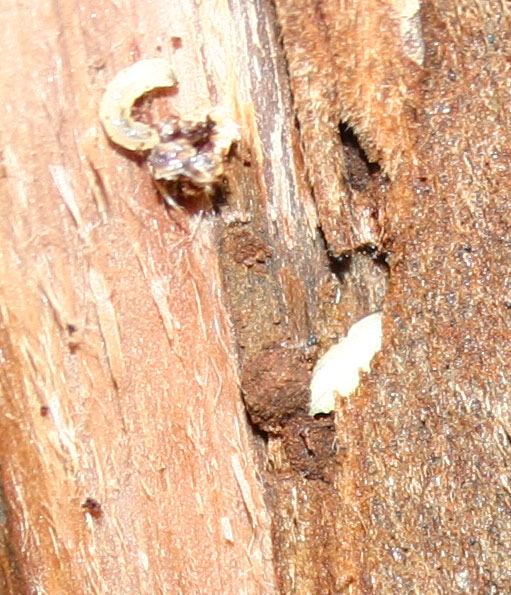
Larve eines Borkenkäfers

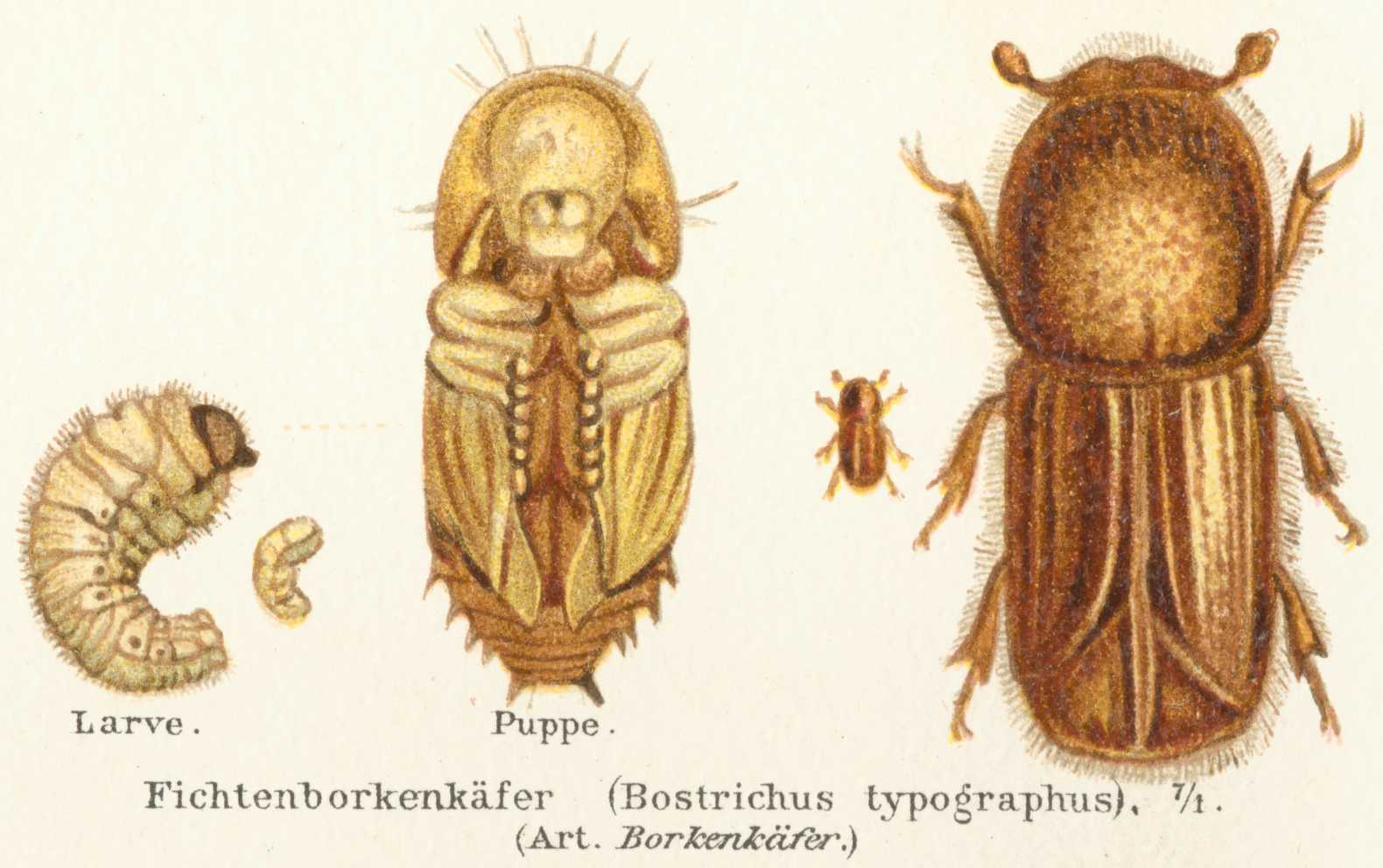
Buchdrucker im Meyers 1888

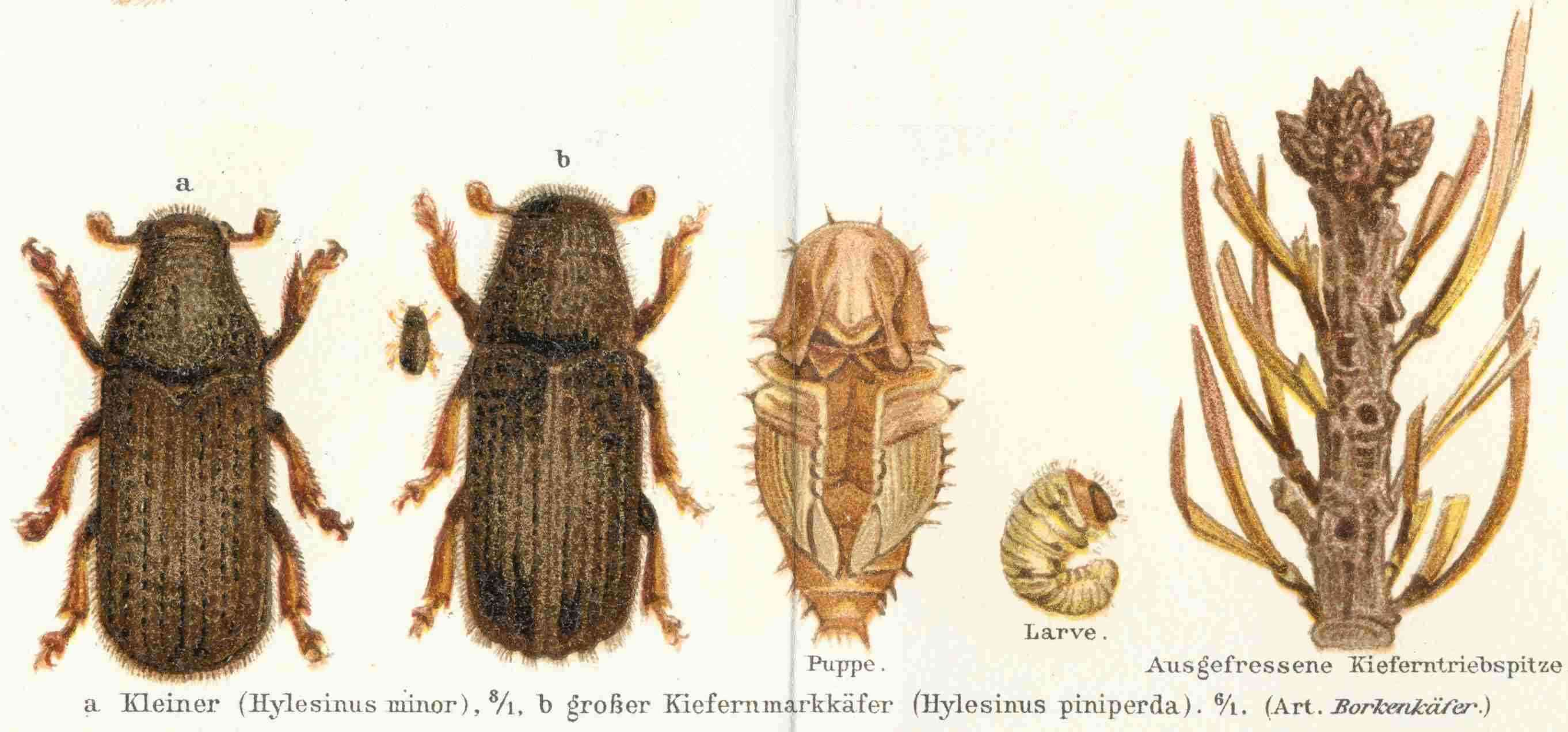
Kiefernmarkkäfer

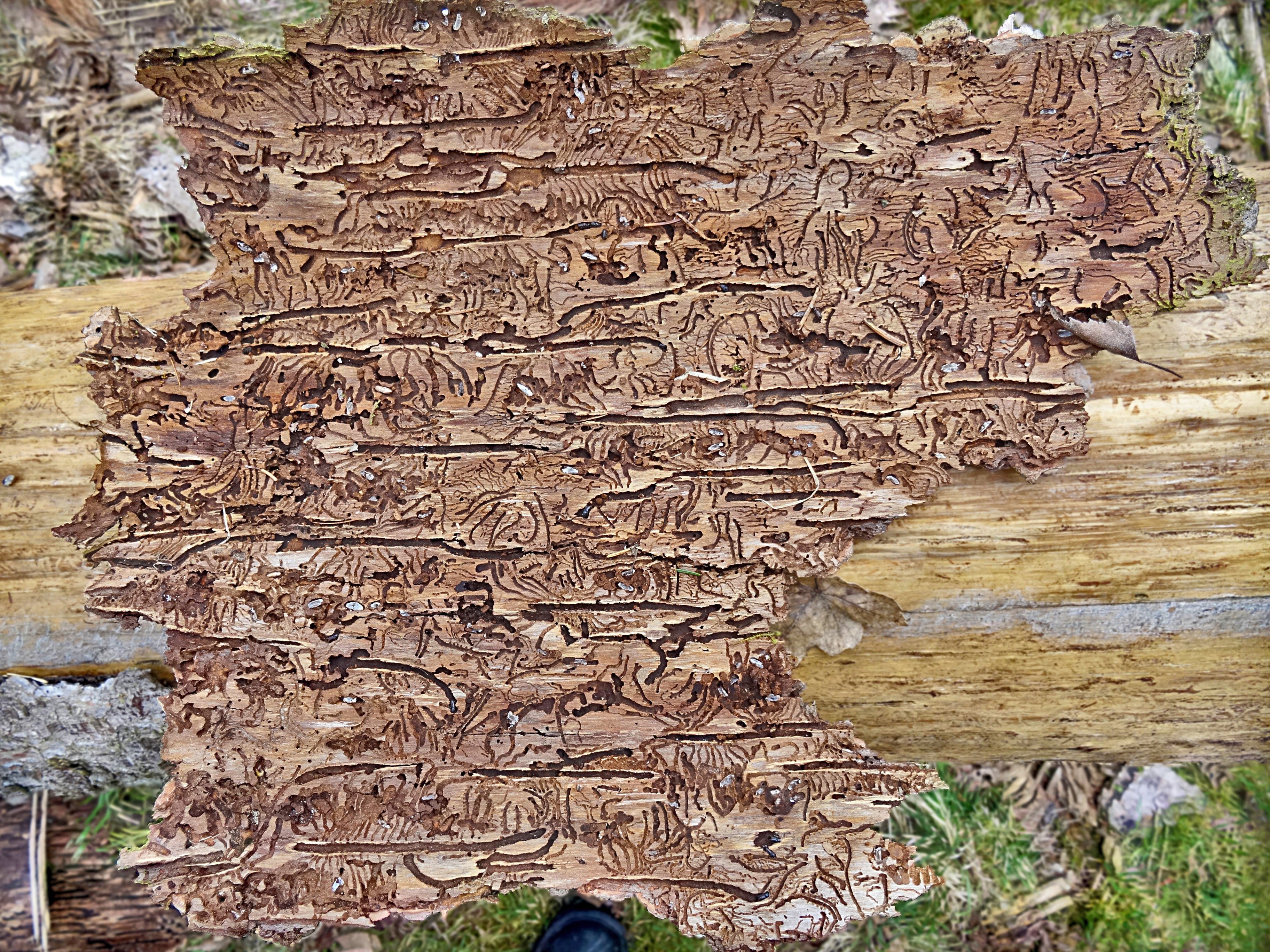
Borkenkäfer in einem Stück Fichtenrinde

Die Borkenkäfer (Scolytinae) sind eine Unterfamilie der Rüsselkäfer (Curculionidae). Borkenkäfer sind eine artenreiche Gruppe oft braun oder schwarz gefärbter Käfer, von denen sich viele Arten unter der Borke oder im Holz von Bäumen in selbstgebohrten Gängen fortpflanzen und die zum Teil großen wirtschaftlichen Schaden anrichten.

## Allgemeines
Als Primärkonsumenten beziehungsweise Destruenten spielen sie eine wichtige Rolle im Stoffkreislauf des Ökosystems Wald. Der allgemeinen Öffentlichkeit bekannt sind die Borkenkäfer jedoch in erster Linie durch die starken Schäden, die einige Arten von ihnen nach Massenvermehrungen als Forstschädlinge in Wäldern anrichten können.
Weltweit gibt es etwa 6000 Borkenkäferarten (Stand: 2014), wobei laufend noch neue Arten entdeckt und beschrieben werden. In der Paläarktis sind etwa 600, in Europa zwischen 250 und gut 300 Arten heimisch, in Deutschland etwa 110.
Sprechen deutschsprachige Forstpraktiker von „dem“ Borkenkäfer, ist fast immer eine bestimmte Art gemeint, der Buchdrucker (Ips typographus).

## Merkmale
Borkenkäfer erreichen eine Körperlänge zwischen 0,7 und 12 Millimeter (für die mitteleuropäischen Arten werden Längen zwischen 1 und 6 Millimeter angegeben, es gibt aber größere Arten wie den Riesenbastkäfer (Dendroctonus micans) mit bis zu 9 mm). Der Körper ist eiförmig bis langgestreckt, oft stark sklerotisiert und hart gepanzert, normalerweise mehr oder weniger zylindrisch und walzenförmig, das Verhältnis von Länge zu Breite von etwa 1,2 bis 8 zu 1. Sie sind schwarz, in verschiedenen Brauntönen bis gelblich gefärbt, selten etwas metallglänzend. Die Körperoberfläche ist meist glatt, oft spärlich behaart oder beschuppt. Als Ausnahme innerhalb der Rüsselkäfer ist ein Rüssel (anatomisch auch Rostrum genannt) bei den Borkenkäfern äußerstenfalls rudimentär erhalten, meist aber vollständig rückgebildet, deshalb wurden sie früher nicht zu den Rüsselkäfern gerechnet, sondern als eigenständige Familie aufgefasst. Der Kopf ist immer mehr oder weniger nach unten geneigt (die Mundöffnung zeigt nach unten), meist kugelig und schmaler als der Halsschild, oft ist er unter dem vorspringenden Halsschild (Pronotum) verborgen und bei Blickrichtung genau von oben unsichtbar. Die Komplexaugen sind flach (sie ragen nicht aus der Kopfkontur vor), sie sind rundlich bis langgestreckt und oft nierenförmig oder eingeschnürt, gelegentlich in zwei Abschnitte geteilt. Die Fühler sind weit voneinander getrennt, unter den Augen oder an der Basis der Mandibeln eingelenkt, sie sind immer gekniet (die Antennengeißel bilden mit dem Grundglied oder Scapus einen Winkel) mit einer Fühlerkeule am Ende. An der Kopfkapsel sind Clypeus und Frons miteinander verschmolzen, ein Labrum fehlt. Die kurzen, kräftigen Mandibeln sind gebogen, sie enden in einer Spitze. Viele Arten besitzen an ihrer Basis eine abgesetzte Tasche, in der sie Pilzsporen transportieren. Die Laden (Lacinia und Galea) der Maxillen sind verschmolzen, der Maxillartaster dreigliedrig. Der Halsschild ist etwa so breit wie die Flügeldecken oder etwas schmaler, meist zylindrisch und oft hoch gewölbt, er ist relativ kurz, gut halb so lang bis knapp doppelt so lang wie breit. Das Schildchen (Scutellum) kann deutlich sein, ist aber bei vielen Arten versenkt und unter den Flügeldecken verborgen. Die Flügeldecken sind meist zylindrisch mit geraden Seiten, am Hinterende in der Regel abrupt halbkugelig abgerundet, dieser Absturz trägt oft Zähnchen, die bei der Bestimmung der Arten von Bedeutung sind. An den Beinen sind, wie typisch für Rüsselkäfer, vier Fußglieder erkennbar, eines (das dritte) ist erweitert und auf der Unterseite behaart, das vierte ist zu einem kurzen, nur schwer sichtbaren Rudiment zurückgebildet. Die Schienen sind auf der Außenseite oft gezähnt und tragen einen deutlichen, oft hakenartigen Enddorn, sie sind länger als die Tarsen und oft zum Ende hin verbreitert. Am Hinterleib sind fünf Stermite sichtbar, wie typisch für die Rüsselkäfer, sind die beiden ersten unbeweglich miteinander verschmolzen.
Die Larven sind madenähnlich, beinlos und in der Regel weiß gefärbt mit einer dunkleren, hart sklerotisierten Kopfkapsel. Diese ist meist rund, ohne Larvenaugen (Stemmata). Die kleine, konische Antenne besteht nur aus einem Segment. Sie besitzen ein Paar Stigmen auf dem Prothorax und acht, etwas kleinere Paare auf den ersten acht der zehn Abdominalsegmente.

## Biologie

### Lebenszyklus
Die meisten Borkenkäfer entwickeln sich im lebenden Gewebe der Rinde, dem Bast von Bäumen und anderen Holzgewächsen (zu Arten mit anderer Lebensweise siehe weiter unten). Viele beginnen dort ihre Entwicklung, wechseln aber in späteren Stadien in die eigentlich namensgebende, weiter außen anschließende Borke oder in das Holz. Je nach Art beginnt die Attacke der Wirtspflanze anders, dabei sind drei Typen unterscheidbar: bei monogamen Arten beginnen Weibchen, einen Brutgang anzulegen. Diese werden von Männchen, gesteuert über chemische Signale (Pheromone) gesucht, es kommt zur Paarung außen auf der Borke oder innerhalb des Ganges. Bei polygamen Arten sind es die Männchen, die eine Kammer (Rammelkammer genannt, als Beginn eines Brutgangs) von außen in die Borke fressen. Hier werden sie nacheinander von mehreren Weibchen aufgesucht, die sie begatten. Wenige Arten sind solitär. Hier suchen bereits begattete Weibchen, jedes für sich, einen geeigneten Brutbaum und beginnen unabhängig mit der Attacke.
Die begatteten Weibchen beginnen dann, innerhalb der Rinde einen Gang auszufressen. An dessen Seite deponieren sie, meist in kleine, ausgefressene Nischen, ihre Eier, je nach Art beidseitig, nur auf einer Seite oder in kleinen Gruppen (Gelegen). Einige Arten legen an Stelle eines schmalen Tunnels eine größere Kammer an. Bei allen Arten beginnen die frisch geschlüpften Larven dann, von dieser Nische ausgehend, einen Gang in das nährstoffreiche Phloem ihres Wirtsbaums zu fressen. Dieser kann sehr unterschiedlich gestaltet sein: bei Arten, die sich vor allem direkt von der gefressenen Pflanzensubstanz ernähren, können sie zehn bis fünfzehn Zentimeter lang werden; sie erstrecken sich dann fast ausschließlich in dem nährstoffreichen Bast, das Holz und die verkorkte äußere Borke werden gemieden. Diese Arten werden von den Forstentomologen Rindenbrüter genannt. Im Gegensatz dazu wird von Arten, deren Ernährung vor allem auf selbst gezüchteten, holzabbauenden symbiotischen Pilzen beruht („Ambrosiakäfer“), meist nur ein kürzerer Gang oder eine Kammer angelegt, in der die Larve dann die Pilzrasen abweidet. Da die Pilze, anders als die Larven selbst, auch Lignin und Zellulose von Holz abbauen können, können solche Arten ihre Gangsysteme auch in das innere Holzgewebe ausdehnen, von den Forstleuten Holzbrüter genannt.
Borkenkäfer-Larven durchlaufen vor ihrer Verpuppung drei bis fünf Larvenstadien. Nach der Puppenruhe, die meist nur fünf bis zehn Tage dauert, befindet sich der frisch geschlüpfte imaginale Käfer in der Puppenkammer, dieser ist meist zunächst noch nicht ausgehärtet und hell gefärbt. Bei den meisten Arten frisst er anschließend innerhalb der Puppenkammer weiter (Reifungsfraß). Die jungen Käfer fressen sich anschließend ein Austrittsloch nach außen durch die Borke hindurch, oder sie nutzen dazu bereits vorhandene Gänge und Löcher, bei den meisten der Ambrosiakäfer den mütterlichen Brutgang. In gemäßigten (temperaten) und kalten Breiten schlüpfen die jungen Käfer meist erst in dem auf ihre Entwicklung folgenden Frühjahr oder Frühsommer aus, sie verbringen den Winter also noch im Wirtsbaum. Anschließend suchen sie einen Paarungspartner und einen geeigneten Platz zur Eiablage. Dazu führen die meisten Arten Dispersionsflüge aus, oft nur über ein paar Hundert Meter zu einem Nachbarbaum, manchmal, unterstützt durch Wind und Luftströmungen, über erhebliche Entfernungen. Manche Arten legen an einem geeigneten Baum noch einen Zwischenstopp für weiteren Reifungsfraß ein.
Häufige Rindenbrüter in Mitteleuropa und ihre bevorzugten Baumarten:
- Buchdrucker (Ips typographus) (Fichte)
- Kupferstecher (Pityogenes chalcographus) (Fichte)
- Großer und Kleiner Waldgärtner (Kiefer)
- Eichensplintkäfer (Eiche)

Häufige Holzbrüter (Xylomycetophage, oder Ambrosiakäfer) in Mitteleuropa und bevorzugte Baumarten:
- Gestreifter Nutzholzborkenkäfer (Trypodendron lineatum) (an liegendem Nadelholz)
- Schwarzer Nutzholzborkenkäfer (Xyleborus germanus) (heimisch in Ostasien, nach Nordamerika und Mitteleuropa eingeschleppt. An einer Vielzahl von Laub- und Nadelhölzern).

### Symbiose mit Pilzen, Ambrosiakäfer
Holz ist ein sehr nährstoffarmes Substrat, dem es an zahlreichen für Pflanzenfresser essentiellen Nährstoffen mangelt. Um diesem Mangel abzuhelfen, sind zahlreiche Borkenkäfer-Arten unabhängig voneinander dazu übergegangen, sich die Abbauleistung von Pilzen zunutze zu machen, mit denen viele Arten in einer engen Symbiose leben. Die Zusammenarbeit ist dabei sehr unterschiedlich. Viele Arten können ganz ohne Pilze leben und ihre Entwicklung vollenden, wachsen aber bei ihrer Präsenz besser und schneller. Andere sind vollkommen auf ihren Pilzpartner angewiesen. Um nichts dem Zufall zu überlassen, führen diese Käfer den Pilz (als Mycel oder Sporen) auf ihren Dispersionsflügen mit sich, sie besitzen dazu spezielle, als Mycangien oder Mycetangien bezeichnete Organe; spezielle, taschenförmige Einsenkungen an verschiedener Stelle des Integuments. Als Pilzpartner dienen meist verschiedene, holzzerstörende Pilze der Gattungen Ophiostoma und Ceratocystis, zu den Schlauchpilzen der Ordnung Ophiostomatales gehörende „Bläuepilze“, sowie etliche dazu nahe verwandte, anamorphe Gattungen.
Eine besondere Rolle spielen die symbiontischen Pilze bei einer artenreichen Gruppe der Borkenkäfer, den Ambrosiakäfern. Die anamorphen Pilze wurden von ihren Entdeckern, die darüber verwundert waren, dass einige Borkenkäferarten offensichtlich in ihren Höhlungen wachsen und gedeihen können, ohne nennenswerte Mengen an Holz zu fressen, nach Ambrosia, der Speise der griechischen Götter, benannt, heute werden die Pilze in die Gattungen Ambrosiella und Raffaelea gestellt. Diese Pilze sind nicht mehr selbständig lebensfähig, sie sind in ihrer Ausbreitung auf ihren Käfer-Partner angewiesen; dies wurde von verschiedenen Entomologen als eine Entsprechung zur Landwirtschaft im Tierreich gedeutet. Andererseits ist der Pilz die einzige Nahrungsbasis der Käferlarven und -imagines. Dieselbe Lebensgemeinschaft hat sich unabhängig davon in sehr ähnlicher Form bei einer weiteren Gruppe der Rüsselkäfer, der Unterfamilie der Kernkäfer oder Platypodinae, herausgebildet, diese bilden möglicherweise die Schwestergruppe der Borkenkäfer. Der Pilz besitzt daneben noch weiteren Nutzen für die Käfer, etwa, indem er als Verteidigung des Baumes gebildete sekundäre Pflanzenstoffe abbaut und indem er, durch rasches Längenwachstum, die Harzkanäle der Nadelbäume verschließt.
Ambrosiakäfer umfassen etwa 3400 Arten in zehn Triben, die nicht näher miteinander verwandt sind, sie bilden also keine systematische Einheit, sondern eine ökologische Gruppe, deren Lebensweise viele Male konvergent entstanden sein muss, wahrscheinlich mindestens siebenmal. Sie sind die einzigen Borkenkäfer, die ins Xylem, also den eigentlichen Holzkörper innerhalb des Kambiums, vordringen können, sie entsprechen also den „Holzbrütern“ der Forstentomologen. Nahrungsbasis sind die Konidien des Pilzpartners, der selbst von Holz lebt, der Käfer wird daher als „xylomycetophag“ (in etwa holz-pilzfressend) charakterisiert. Da die Baumart nur indirekt ihre Nahrungsbasis darstellt, treten individuelle Arten oft an einer Vielzahl nicht näher verwandter Baumarten auf. Ambrosiakäfer besitzen ihren Verbreitungsschwerpunkt in den Tropen, kommen mit einigen Arten aber bis in temperate Breiten vor.
Bemerkenswerterweise besitzt eine artenreiche, vermutlich monophyletische Gruppe der Ambrosiakäfer ein System der Geschlechtsbestimmung mittels Haplodiploidie. Ähnlich wie im besser bekannten Fall der Hautflügler entstehen hier aus unbefruchteten Eiern immer Männchen, aus befruchteten immer Weibchen. Typischerweise haben diese Arten zwergwüchsige, völlig augenlose Männchen, die niemals die Brutgalerien ihres Wirtsbaums verlassen. Paarung erfolgt mit Schwestern (gelegentlich mit Muttertieren der vorangehenden Generation), so dass zwar die geschlechtliche Fortpflanzung beibehalten, aber eine hohe Rate an Inzucht vorgegeben ist.

### Nahrungspflanzen
Die meisten Borkenkäferarten nutzen Holz und Rinde von Baumarten. Viele Arten, die sich vom etwas nährstoffreicheren Phloem ernähren, kommen nur an einer Gruppe verwandter Baumarten, etwa einer Gattung, vor (oligophag), weniger sogar nur an einer Baumart (monophag). Die meisten holzfressenden Arten sind polyphag, an ganz verschiedenen Holzarten, wenige sogar gleichermaßen an Laub- und Nadelhölzern. Während die meisten Arten lebende Bäume nutzen, gibt es auch auf Totholz spezialisierte Borkenkäfer. Spezialisten existieren auch für Äste, Zweige oder Wurzeln. Verschiedene Arten, etwa aus der Gattung Conophthorus, leben im Inneren der Zapfenachse von Nadelbaumzapfen. Wenige Artengruppen haben völlig abweichende Nahrungssubtrate erschlossen. Ein sehr bedeutender landwirtschaftlicher Schädling ist der Kaffeekirschenkäfer (Hypothenemus hampei) der nicht das Holz der Kaffeepflanzen, sondern die Früchte befällt. Coccotrypes dactyliperda (und andere Arten der Gattung) frisst in den Samen und unreifen Früchten von Dattelpalmen. Wenige Arten minieren in Blättern oder Blattstielen, einige in den Wurzeln von krautigen, unverholzten Pflanzenarten. So lebt etwa der auch in Mitteleuropa verbreitete Kleeborkenkäfer Hylastinus obscurus in den Wurzeln krautiger Leguminosen.
Borkenkäfer der Gattung Sampsonius haben eine kleptoparasitische Lebensweise entwickelt. Die Imagines sind nicht imstande, selbst Brutgalerien anzulegen. Sie suchen dazu solche der mit ihnen nahe verwandten Gattung Dryocoetoides auf. Ihre sich schneller entwickelnden Larven übernehmen dann deren Galerien für die eigene Fortpflanzung.

### Arten, die den Wirtsbaum zum Absterben bringen

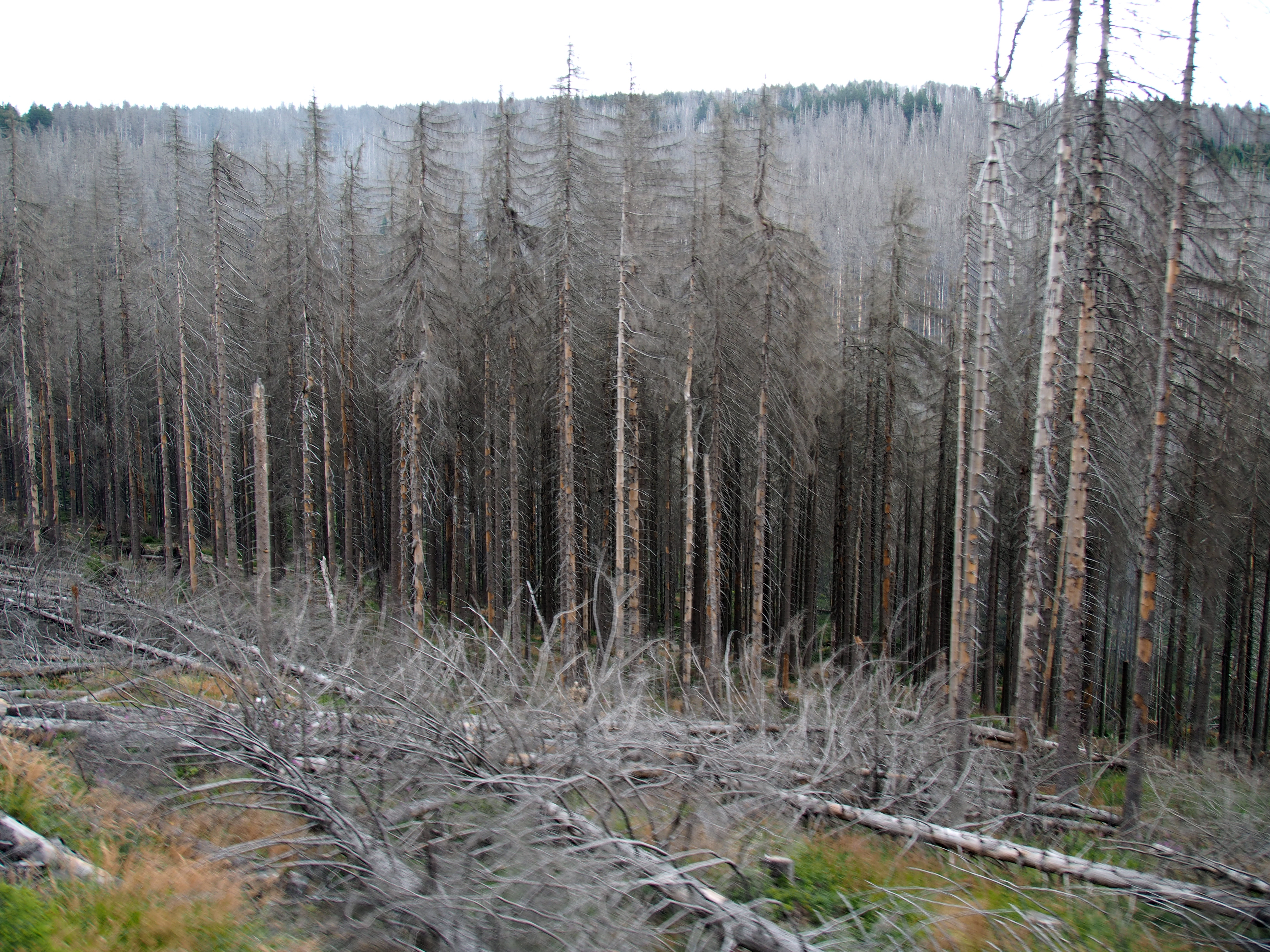
Durch Borkenkäferbefall abgestorbene Fichten auf dem Brocken (Harz)

Unter den zahlreichen Borkenkäfer-Arten besiedeln nur wenige, meist an Nadelbäume gebundene Arten, lebende Bäume, die sie dann durch ihren Befall zum Absterben bringen können, die meisten Arten sind hingegen Schwächeparasiten (Sekundärschädlinge), die nur absterbende oder kranke Individuen mit stark verminderter Widerstandskraft besiedeln können. Die insgesamt nur etwa 15 bis 20 Arten neigen zu Massenvermehrungen (Gradationen) und können in Jahren mit hoher Populationsdichte ganze Wälder zum Absterben bringen, jeweils mit Millionenschäden für die Forstwirtschaft. Berüchtigt sind vor allem einige Arten aus der Gattung Ips in Eurasien und Nordamerika und der Gattung Dendroctonus, vor allem in Nordamerika. Voraussetzung für diese Arten ist die Fähigkeit, die Abwehr ihres Pflanzenwirts, etwa durch Harzfluss und durch Abwehrchemikalien (sekundäre Pflanzenstoffe) wie etwa Terpenoide zu überwinden. Um auch gesunde Bäume befallen zu können, führen die Arten synchronisierte Massenangriffe von Tausenden von Individuen auf denselben Baum durch, um dessen Abwehr zu erschöpfen. Meist gelingt ihnen dies aber zunächst nur, wenn der Baum schon durch andere, biotische und abiotische, Stressfaktoren, etwa Trockenheit, vorgeschädigt ist. Auf dem Höhepunkt einer Gradation vermögen einige Arten dann auch, mittels synchronisierter Massenattacken, völlig gesunde Bäume massiv zu schädigen. Zur Synchronisierung nutzen sie Kommunikation durch Pheromone wie Verbenol und Myrcen, die oft durch chemischen Umbau sekundärer Pflanzenstoffe erzeugt werden. Vorteil für den Käfer ist, dass in solchen Bäumen nur wenige Konkurrenten anderer Borkenkäferarten auftreten können.
In Mitteleuropa ist die Fichte (Picea abies) die Baumart mit den höchsten Borkenkäferschäden. Neben den natürlichen Fichtenwäldern höherer Gebirgslagen hat der Mensch mit ausgedehnten Fichtenreinbeständen optimale Borkenkäferbiotope geschaffen. Hier können sich bei klimatischen Extremen (lange Hitze- oder Trockenperioden, Winter mit viel Schneebruchholz) Buchdrucker und Kupferstecher explosionsartig vermehren (Jahre mit Massenvermehrung waren beispielsweise 1994/95, 1999, 2003/2004, 2018).
Die globale Erwärmung begünstigt die Vermehrung des Borkenkäfers (mildere Winter, früherer Beginn des Frühjahrs etc.) und führt dazu, dass auch Bäume in Höhenlagen befallen werden, in denen Borkenkäfer früher nicht aktiv waren.
Ein Sonderfall ist das Ulmensterben, eine parasitische Pilzerkrankung aller Ulmen in Europa und Nordamerika, die durch eine aus Ostasien eingeschleppte Pilzerkrankung (Ophiostoma ulmi und Ophiostoma novo-ulmi) ausgelöst wird, die durch Borkenkäfer der Gattung Scolytus übertragen wird, in Europa vorwiegend durch zwei Arten, Großer und Kleiner Ulmensplintkäfer. Befallene europäische Ulmen sterben meist nach wenigen Jahren. Verwandte Pilzerkrankungen, die ebenfalls von Borkenkäfern übertragen werden, sind „Mango sudden decline syndrome“ oder „Mango sudden death disease“ an Mango (Mangifera indica). Möglicherweise sind sie auch an der Verbreitung von Phytophthora ramorum (sudden oak death) beteiligt. In allen diesen Fällen sind die Käfer nur Überträger (Vektoren) des Pilzes, sie selbst schädigen den Baum nur unwesentlich.

## Borkenkäfer und Wald
Problematisch ist der Borkenkäfer für Wirtschaftswälder, insbesondere Monokulturen der Gemeinen Fichte. Bei Befall solcher Wälder im geschwächten Zustand führt dies in der Regel zu einem massiven Baumverlust. Weniger betroffen sind gesunde Mischwälder, die nicht wirtschaftlich genutzt werden.

### Ursachen für den Borkenkäferbefall
Die mit dem Borkenkäferbefall zusammenhängenden Schäden haben verschiedene Ursachen. Als entscheidende Faktoren gelten laut Peter Biedermann von der Universität Freiburg die Förderung von Monokulturen und der zunehmende Einfluss des Klimawandels.
Nach dem Zweiten Weltkrieg wurden vermehrt Fichten in Monokulturen (Waldplantagen) angepflanzt, weil sich mit diesen schneller Erträge als mit langsamer wachsenden Buchen, Eiben, Eichen und Tannen erwirtschaften lassen. Natürlicherweise kommt die Gemeine Fichte jedoch nur in kühlen bis kaltgemäßigten Klimazonen vor, beispielsweise im Gebirgsklima der Alpen oder des Hochharzes. Ökologisch sind sie an diese Standorte angepasst und dort konkurrenzstark. In anderen Lagen sind die Bäume anfälliger für Störungen wie klimawandelbedingte Trockenperioden. Der flächige Befall durch Borkenkäfer ist daher eine direkte Folge der Bewirtschaftung von Waldflächen mit Fichten-Monokulturen.
Neben der Förderung von Monokulturen sieht Peter Biedermann den Klimawandel als das eigentliche Problem. Die Borkenkäfer zeigten nur, dass der Fichtenwald im Moment sehr geschwächt sei.

### Folgen

#### Wirtschaftliche Folgen

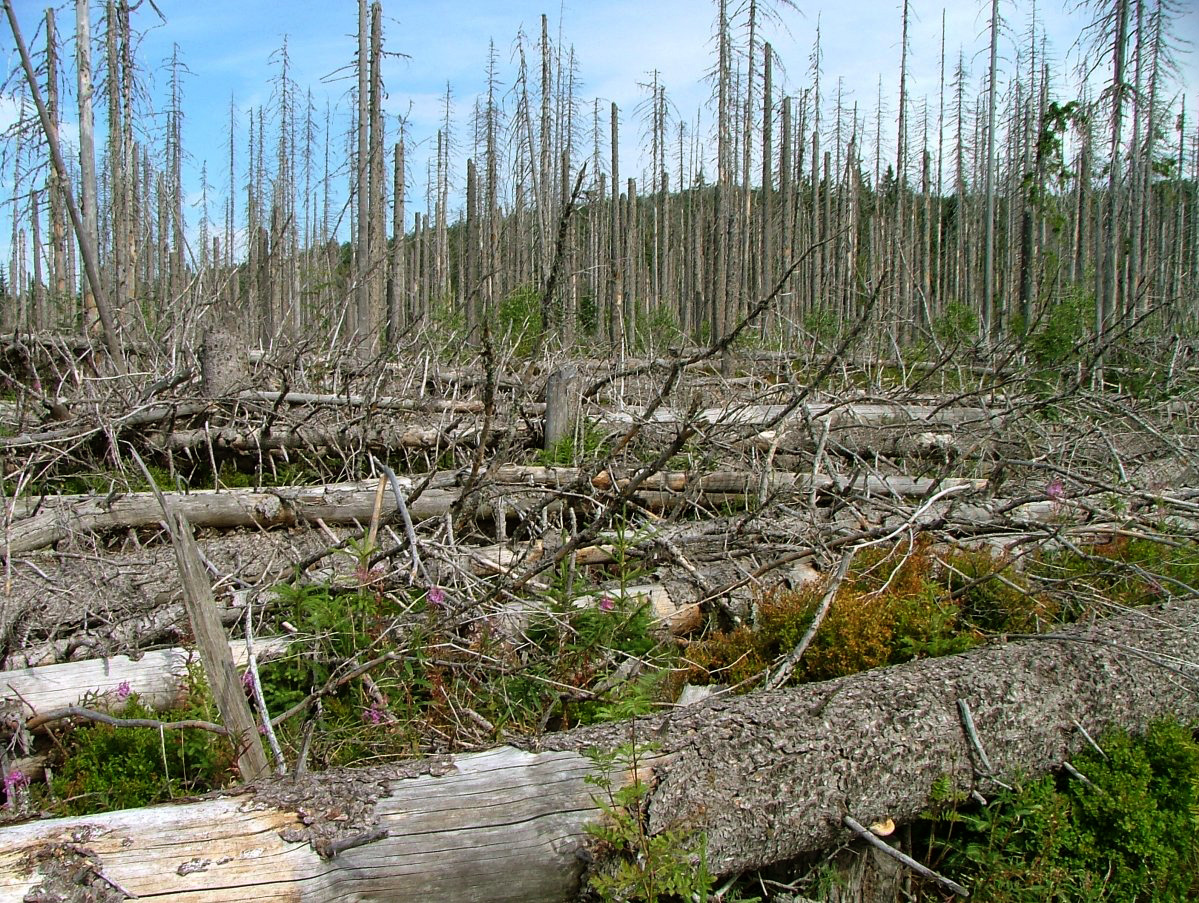
Durch Windbrüche vorbelastete Fichtenmonokulturen nach Borkenkäferbefall im Nationalpark Bayerischer Wald.

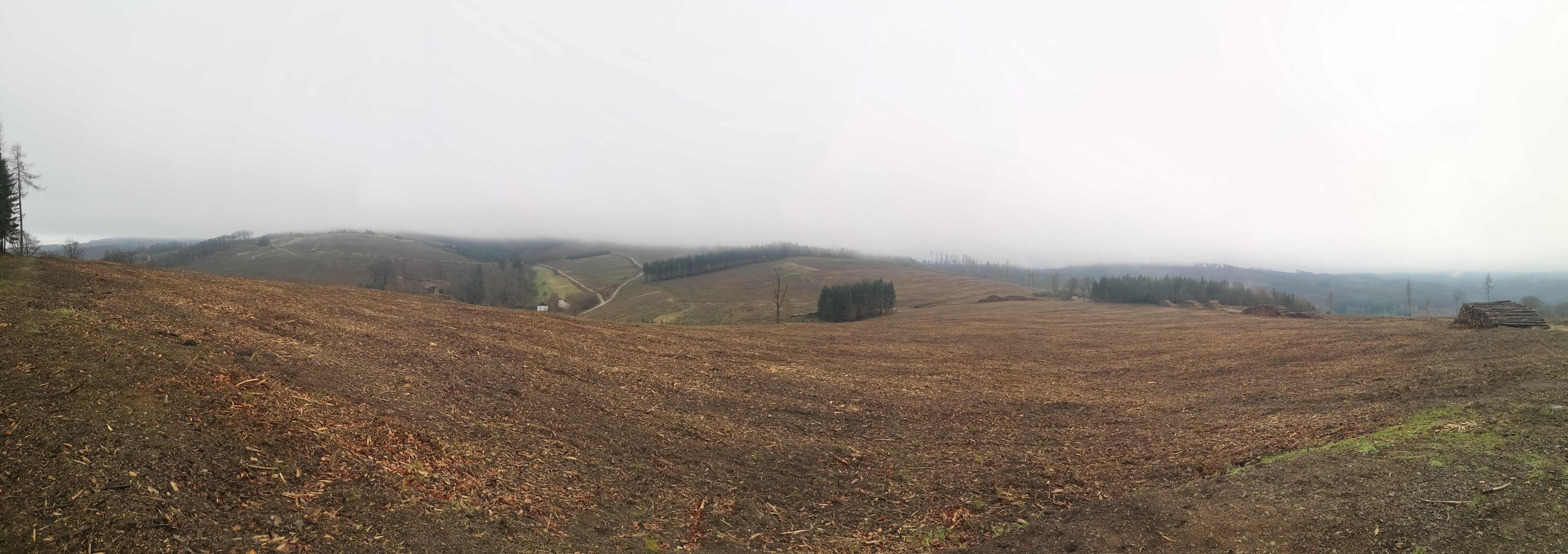
Nach Borkenkäferbefall gerodete Waldflächen im Sauerland

In Europa verursachten Borkenkäfer im Zeitraum 1950 bis 2000 durchschnittlich 2,9 Millionen Kubikmeter Schadholz pro Jahr, das sind 0,7 Prozent der europäischen Holzeinschlagsmenge und etwa die Hälfte der Schäden durch biologische Schaderreger insgesamt. Eine Analyse der Schadholzmengen in Europa von 1990 bis 2001 ergab mit 1,2 Prozent des Holzeinschlags einen Anstieg um gut 70 Prozent. In Nordamerika zerstörte eine einzige Art, der Bergkiefernkäfer (mountain pine beetle, Dendroctonus ponderosae),  von 1990 bis 2010 elf Millionen Hektar Kiefernwald, der Schadholzanfall erreichte 240 Millionen Kubikmeter.
Die Probleme des Borkenkäferbefalls bestehen vor allem bei einer wirtschaftlichen Nutzung des Waldes durch den Menschen:
- Bei großflächigem Borkenkäferbefall fallen die Holzpreise auf dem Holzmarkt dramatisch. Für Waldbesitzer entsteht großer finanzieller Schaden.
- Befall durch Borkenkäfer verursacht, durch die symbiontischen Pilze, eine Verfärbung der Hölzer im Außenbereich. Das hat aufgrund des höheren Verschnittes der Säger einen Wertverlust von mindestens 30 Prozent des Holzpreises für gesundes Holz zur Folge.
- Randbäume schützen den Wald vor Wind und Sturm. Der Verlust von Randbäumen durch Käferbefall macht den Waldbestand schutzloser. In Folge müssen noch mehr Bäume geschlagen werden, beziehungsweise es gibt mehr Windbruch.
- Der Waldbesitzer ist in einigen deutschen Bundesländern und in Österreich gesetzlich verpflichtet, zum Schutz der angrenzenden Waldnachbarn Maßnahmen gegen den Borkenkäfer zu ergreifen.[25][26]

#### Ökologische Folgen
Neben dem zum Teil das Landschaftsbild verändernden Verlust von Fichtenbeständen kann der Befall indirekt zu einer Walderneuerung führen, sofern eine abgestorbene Plantage nicht erneut mit Fichten bewirtschaftet wird, sondern sich zu einem Mischwald entwickeln kann. In einem Nationalpark können somit durch Borkenkäfer wertvolle Lebensräume entstehen und die abgestorbenen Bäume der nachfolgenden Waldgeneration als wichtige Starthilfe dienen. In den zerfressenen Baumstämmen entstehen beispielsweise Lebensräume für andere Organismen wie Bockkäfer und Wildbienen. Entstandene Lichtungen bieten Lebensräume für Vögel.

## Borkenkäferbekämpfung

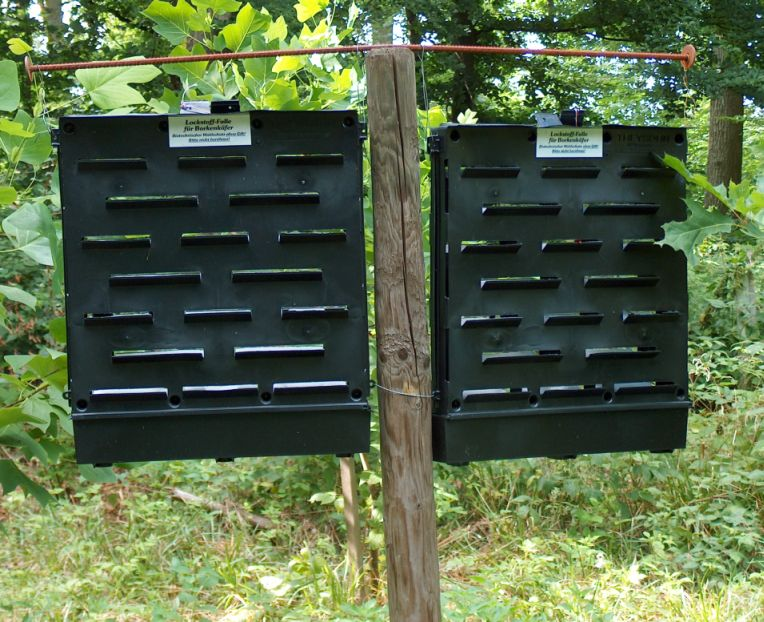
Lockstofffalle für Borkenkäfer

Bekämpft werden in Mitteleuropa im Wald vor allem die wenigen, zur Massenvermehrung neigenden Arten der Borkenkäfer, die Nadelbäume befallen. Dies sind vor allem zwei Arten, Buchdrucker (Ips typographus) und Kupferstecher (Pityogenes chalcographus), vor allem an der Waldbaumart Fichte. Die Bekämpfung beruht dabei fast ausschließlich auf Maßnahmen der sog. „sauberen Waldwirtschaft“. Daneben werden holzbrütende Arten an lagerndem Stammholz bekämpft. Dabei kommen auch Insektizide zum Einsatz.
Die „saubere Waldwirtschaft“ beruht darauf, dass den bastbrütenden Borkenkäfern ihre Nahrungsbasis im Wald entzogen werden soll, bevor beginnende Befallsherde sich zur Massenvermehrung auswachsen. Versucht wird, befallene, noch stehende Bäume zeitnah einzuschlagen. Liegendes Stammholz wird entrindet; dabei hat es sich erwiesen, dass ein streifenweises Abschälen genauso wirksam ist wie eine vollständige Entrindung, dieses Verfahren hat sich aber in der Praxis noch nicht durchgesetzt. Im Wald verbleibendes bruttaugliches Material (Ernterückstände) wird durch Mulchen, Hacken oder Verbrennen entfernt oder unschädlich gemacht. Unter normalen Verhältnissen bleiben Borkenkäferbestände dann unterhalb der wirtschaftlichen Schadensschwelle. Einem Borkenkäferbefall soll zudem langfristiger durch waldbauliche Maßnahmen entgegengearbeitet werden, indem große Monokulturen besonders anfälliger Arten oder auf für Befall besonders anfälligen Standorten vermieden werden sollen.
Weitere Bekämpfungsmethoden beruhen darauf, Borkenkäfer auf ihren Dispersionsflügen abzufangen, bevor sie neue Wirtsbäume erreicht haben. Gängige Methoden sind spezielle Lockstofffallen (Pheromonfallen) sowie Fangbäume und Fangknüppel (Prügel) oder Fangholzhaufen. Diese Methoden erreichen in etwa vergleichbare Leistungen, versagen aber bei hohen Borkenkäferdichten. Sie werden dann noch zur Ermittlung der Befallsdichte (Monitoring) eingesetzt.
Seit 1984 setzt man in der Schweiz auf biotechnische Methoden zur Bekämpfung des Borkenkäfers.
Eine Bekämpfung von Borkenkäfern im Wald mittels Insektiziden ist rechtlich zulässig, wenn dafür speziell zugelassene Mittel verwendet werden. Sie wird aber wegen geringer Effektivität in Verbindung mit hohen ökologischen Schäden heute seltener eingesetzt als in vergangenen Jahrzehnten. Weiterhin üblich ist aber die Insektizidbehandlung von liegendem, lagerndem Stammholz (Polter). Auch hier sind alternative Verfahren möglich. Dazu zählen etwa Nasslagerung und Einsiegeln in Plastikfolien.

## Systematik
Die Borkenkäfer wurden traditionell als eigenständige Familie, verwandt mit den Rüsselkäfern, Blattkäfern und Bockkäfern, aufgefasst. Morphologische Untersuchungen an Larven und Imagines legten allerdings eine Position innerhalb der Familie der Rüsselkäfer (Curculionidae) nahe. Diese wurde von mehreren phylogenomischen Studien (Untersuchung der Verwandtschaftsverhältnisse anhand des Vergleichs homologer DNA-Sequenzen) klar bestätigt. Innerhalb der Rüsselkäfer gehören die Borkenkäfer zu den abgeleiteten Rüsselkäfern (im engeren Sinne), mit geknieten Antennen. Die ersten Analysen legten eine enge Verwandtschaft oder ein Schwestergruppen-Verhältnis zu den Kernkäfern (Platypodinae) nahe, auch die ebenfalls als Larven in Holz bohrenden Cossoninae galten allgemein als nahe verwandt. Neuere Analysen deuten eher darauf hin, dass die Kernkäfer enge Verwandte zu der Unterfamilie Dryophthorinae sind. Die Ähnlichkeit der Borkenkäfer mit ihnen (und auch zu den Cossoninae) beruht vermutlich auf einer konvergenten Evolution aufgrund des gleichen Lebensraums (im Holz).
Die genaue Stellung der Borkenkäfer innerhalb der Rüsselkäfer ist derzeit noch ungeklärt. Dies hängt auch damit zusammen, dass die Monophylie zahlreicher Unterfamilien der extrem artenreichen Rüsselkäfer ungeklärt und oft zweifelhaft ist. Die Monophylie zahlreicher Triben innerhalb der Unterfamilie wurde bestätigt, diejenige von anderen ist bisher ungeklärt.
Die Unterfamilie der Borkenkäfer wird in der aktuellen Systematik von 2009 in die folgenden Triben gegliedert:
1. Scolytini Latreille, 1804
2. Amphiscolytini Mandelshtam & Beaver, 2003
3. Bothrosternini Blandford, 1896
4. Cactopinini Chamberlin, 1939
5. Carphodicticini Wood, 1971
6. Coptonotini Chapuis, 1869
7. Corthylini LeConte, 1876
8. Cryphalini Lindemann, 1877
9. Crypturgini LeConte, 1876
10. Cylindrobrotini Kirejtshuk, Azar, Beaver, Mandelshtam & Nel, 2009
11. Diamerini Hagedorn, 1909
12. Dryocoetini Lindemann, 1877
13. Hexacolini Eichhoff, 1878
14. Hylastini LeConte, 1876
15. Hylesinini Erichson, 1836
16. Hylurgini Gistel, 1848
17. Hyorrhynchini Hopkins, 1915
18. Hypoborini Nuesslin, 1911
19. Ipini Bedel, 1888
20. Micracidini LeConte, 1876
21. Phloeosinini Nuesslin, 1912
22. Phloeotribini Chapuis, 1869
23. Phrixosomatini Wood, 1978
24. Polygraphini Chapuis, 1869
25. Premnobiini Browne, 1962
26. Scolytoplatypodini Blandford, 1893
27. Xyleborini LeConte, 1876
28. Xyloctonini Eichhoff, 1878
29. Xyloterini LeConte, 1876

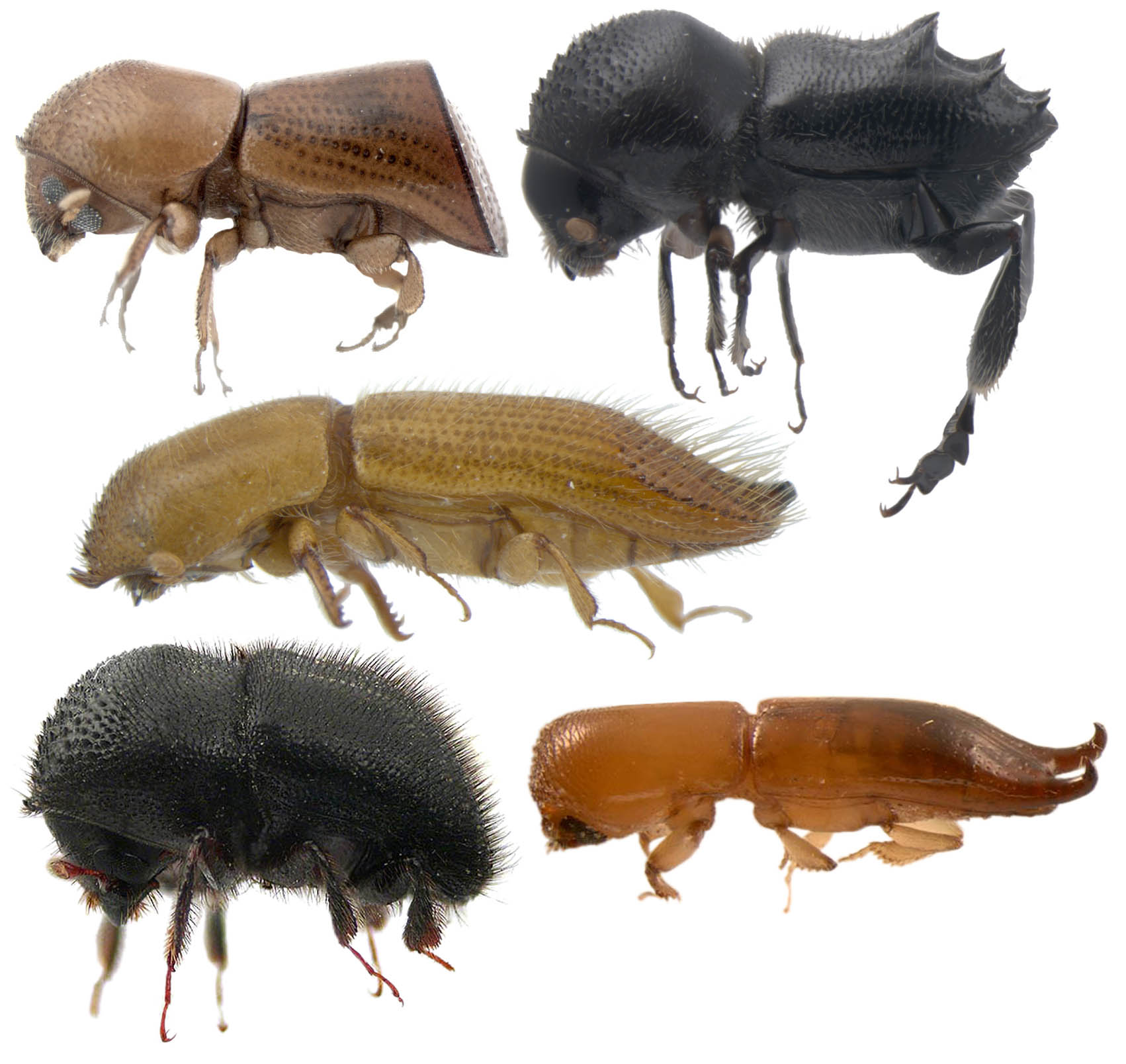
Formenfülle von (tropischen) Arten der Tribus Xyleborini

Hier eine Gattungsaufstellung mit einzelnen Arten (Auswahl):
- Coccotrypes
  - Dattel-Borkenkäfer (Coccotrypes dactyliperda)
- Cryphalops
  - Lindenborkenkäfer (Cryphalops tiliae)
- Cryphalus
  - Gekörnter Fichtenborkenkäfer (Cryphalus abietis)
  - Kleiner Lärchenborkenkäfer oder Kleiner gekörnter Lärchenborkenkäfer (Cryphalus intermedius)
  - Kleiner Tannenborkenkäfer (Cryphalus piceae)
  - Bergwaldborkenkäfer (Cryphalus saltuarius)
- Crypturgus
  - Kleiner Kiefernborkenkäfer (Crypturgus cinereus)
  - Rauer Zwergborkenkäfer oder Kleiner borstiger Nadelholzborkenkäfer (Crypturgus hispidulus)
  - Winziger Fichtenborkenkäfer (Crypturgus pusillus)
- Dendroctonus
  - Riesenbastkäfer (Dendroctonus micans)
  - Bergkiefernkäfer (Dendroctonus ponderosae)
- Dryocoetes
  - Zottiger Fichtenborkenkäfer (Dryocoetes autographus)
  - Skandinavischer Walzenborkenkäfer (Dryocoetes hectographus)
  - Zottiger Eichenborkenkäfer (Dryocoetes villosus)
  - Französischer Erlenborkenkäfer oder Erlenborkenkäfer (Dryocoetes alni)
- Ernoporicus
  - Kaukasischer Linden-Borkenkäfer oder Kleiner Linden-Borkenkäfer (Ernoporicus caucasicus)
  - Kleiner Laubholz-Borkenkäfer oder Kleiner Buchenborkenkäfer (Ernoporicus fagi)
- Ernoporus
  - Linden-Borkenkäfer oder Gewöhnlicher Linden-Borkenkäfer (Ernoporus tiliae)
- Hylastes
  - Schwarzer Kiefernbastkäfer (Hylastes ater)
- Hylesinus
  - Großer schwarzer Eschenbastkäfer (Hylesinus crenatus)
  - Kleiner schwarzer Eschenbastkäfer (Hylesinus oleiperda)
- Hylurgops
  - Dunkelbrauner Fichtenbastkäfer (Hylurgops glabratus)
  - Gelbbrauner Fichtenbastkäfer (Hylurgops palliatus)
- Hylurgus
  - Hylurgus ligniperda
- Ips
  - Buchdrucker oder Großer achtzähniger Fichtenborkenkäfer (Ips typographus)
  - Kleiner achtzähniger Fichtenborkenkäfer (Ips amitinus)
  - Sechszähniger Kiefernborkenkäfer (Ips acuminatus)
  - Großer Lärchenborkenkäfer oder Achtzähniger Lärchenborkenkäfer (Ips cembrae)
  - Nordischer Fichtenborkenkäfer (Ips duplicatus)
  - Schwarzkiefernborkenkäfer (Ips mannsfeldi)
  - Zwölfzähniger Kiefernborkenkäfer oder Großer zwölfzähniger Kiefernborkenkäfer (Ips sexdentatus)
- Leperisinus
  - Bunter Eschenbastkäfer (Leperisinus varius)
- Lymantor
  - Ahorn-Borkenkäfer (Lymantor aceris)
  - Hasel-Borkenkäfer oder Haselnuss-Borkenkäfer (Lymantor coryli)
- Liparthrum
  - Liparthrum bartschti
- Orthotomicus
  - Vielzähniger Kiefernborkenkäfer (Orthotomicus laricis)
  - Langhalsiger Kiefernborkenkäfer (Orthotomicus longicollis)
  - Orthotomicus starki (Orthotomicus starki)
- Phloeophthorus
  - Ginster-Borkenkäfer (Phloeophthorus rhododactylus)
- Phloeosinus
  - Wacholder-Borkenkäfer (Phloeosinus thujae)
  - Thuja-Splintkäfer (Phloeosinus aubei)
- Pityogenes
  - Pityogenes calcaratus (Pityogenes calcaratus)
  - Kupferstecher (Pityogenes calcographus)
  - Kleiner Arvenborkenkäfer (Pityogenes conjunctus)
- Pityokteines
  - Krummzähniger Tannenborkenkäfer (Pityokteines curvidens)
  - Westlicher Tannenborkenkäfer (Pityokteines spinidens)
  - Mittlerer Tannenborkenkäfer oder Vorontzowis Tannenborkenkäfer (Pityokteines vorontzowi)
- Pityophthorus
  - Krainer Kiefern-Borkenkäfer (Pityophthorus carniolicus)
  - Tannenzweig-Borkenkäfer (Pityophthorus cephalonicae)
  - Gekerbter Fichten-Borkenkäfer (Pityophthorus exsculptus)
  - Glatter Borkenkäfer (Pityophthorus glabratus)
  - Bergföhren-Borkenkäfer (Pityophthorus henscheli)
  - Knoteks Arven-Borkenkäfer (Pityophthorus knoteki)
  - Waldföhren-Borkenkäfer (Pityophthorus lichtensteini)
  - Haarstirn-Borkenkäfer, Furchenflügeliger Fichtenborkenkäfer, Fichten-Haarstirnborkenkäfer oder Kleiner nordischer Borkenkäfer (Pityophthorus micrographus)
  - Fichtenzweig-Borkenkäfer (Pityophthorus morosovi)
  - Gefurchter Fichtenborkenkäfer (Pityophthorus pityographus)
  - Flaumiger Borkenkäfer (Pityophthorus pubescens)
  - Traeghards Borkenkäfer (Pityophthorus traegardhi)
- Polygraphus
  - Kirschbaumborkenkäfer (Polygraphus grandiclava)
  - Doppeläugiger Fichtenbastkäfer (Polygraphus poligraphus)
- Scolytus
  - Ulmensplintkäfer
    - Großer Ulmensplintkäfer (Scolytus scolytus)
    - Mittlerer Ulmensplintkäfer (Scolytus laevis)
    - Kleiner Ulmensplintkäfer (Scolytus multistriatus)
    - Zwergsplintkäfer (Scolytus pygmaeus)
    - Scolytus ensifer
    - Scolytus kirschii
    - Scolytus zaitzevi

  - Hainbuchensplintkäfer (Scolytus carpini)
  - Eichensplintkäfer (Scolytus intricatus)
  - Ahornsplintkäfer (Scolytus koenigi)
  - Großer Obstbaumsplintkäfer (Scolytus mali)
  - Zwergsplintkäfer (Scolytus pygmaeus)
  - Großer Birkensplintkäfer (Scolytus ratzeburgi)
  - Runzliger Obstbaumsplintkäfer (Scolytus rugulosus)
- Taphrocoetes
  - Zerreichen-Borkenkäfer (Taphrocoetes hirtellus)
- Taphrorychus
  - Kleiner Buchen-Borkenkäfer (Taphrorychus bicolor)
  - Kleiner Eichen-Borkenkäfer (Taphrorychus villifrons)
  - Kleiner Erlen-Borkenkäfer (Taphrorychus alni)
- Thamnurgus
  - Rittersporn-Krautborkenkäfer (Thamnurgus delphini)
  - Südlicher Krautborkenkäfer (Thamnurgus euphorbiae)
  - Gamander-Krautborkenkäfer oder Kraut-Borkenkäfer (Thamnurgus kaltenbachi)
  - Eisenhut-Krautborkenkäfer (Thamnurgus petzi)
  - Wolfsmilch-Krautborkenkäfer (Thamnurgus varipes)
- Tomicus
  - Großer Waldgärtner (Tomicus piniperda)
  - Kleiner Waldgärtner (Tomicus minor)
- Xyleborus
  - Gekörnter Nutzholzborkenkäfer (Xyleborus dryographus)
  - Kleiner Holzbohrer (Xyleborus saxeseni)
- Xylechinus
  - Fichtenbastkäfer (Xylechinus pilosus)
- Xylocleptes
  - Waldreben-Borkenkäfer (Xylocleptes bispinus)
- Xyloterus
  - Buchen-Nutzholzborkenkäfer oder Laub-Nutzholzborkenkäfer (Syn. Xyloterus domesticus) (Trypodendron domesticum)
  - Glatter Nutzholzborkenkäfer (Xyloterus laevae)
  - Gestreifter Nutzholzborkenkäfer, Nadelholzambrosiakäfer oder Linierter Nutzholzborkenkäfer (Syn. Xyloterus lineatus) (Trypodendron lineatum)
  - Eichen-Nutzholzborkenkäfer, Linierter Laubnutzholzambrosiakäfer, Eichen-Ambrosiakäfer, Linierter Laubnutzholzborkenkäfer oder Linierter Eichennutzholzborkenkäfer (Xyloterus signatus)

## Fossile Nachweise
Fossile Nachweise von Borkenkäfern liegen seit der mittleren Kreide, vor grob abgeschätzt etwa 100 Millionen Jahren, vor. Gab es zunächst nur schwer interpretierbare Fossilien von Fraßgängen in versteinertem Holz und Kompressionsfossilien aus Kalkstein aus der berühmten Fossillagerstätte Florissant (älteres Oligozän), deren Zuordnung unsicher blieb, da nicht alle wesentlichen Merkmale erkennbar sind, sind nun sowohl aus burmesischem wie aus libanesischem Bernstein bestens erhaltene Inklusen beschrieben worden. Diese sind bemerkenswert dadurch, dass sie den rezenten Arten sehr stark ähneln, so dass einer der Funde sogar in eine rezente Gattung gestellt worden ist. Das hohe Alter der heutigen Borkenkäfer kontrastiert damit, dass die Rüsselkäfer selbst zu den jüngeren Käferfamilien gehören und nicht vor dem Jura fossil überliefert sind. Dies weist auf eine frühe Radiation der Gruppe, bereits im Mesozoikum, hin. Borkenkäfer sind sowohl im baltischen Bernstein wie auch im jüngeren dominikanischen Bernstein recht artenreich vertreten, im baltischen Bernstein 23 Arten in sieben Gattungen, davon fünf rezent.